# Lotteringo Gherardini
(Dino Compagni, Cronica, Libro III, 3)
Lotteringo Gherardini (Firenze, ... – Firenze, 8 febbraio 1303) è stato un politico italiano, uno dei maggiori esponenti della famiglia dei nobili Gherardini di Montagliari.

## Biografia
Tra gli esponenti più importanti della sua famiglia, fu capitano del popolo di Volterra nel 1298 e successivamente di Barberino Val D'Elsa (zona di tradizionale influenza di questa famiglia). Capeggiò la fazione dei guelfi bianchi, tra cui militava Dante Alighieri, durante la guerra civile a Firenze. Dante collocò la sua famiglia nel V Cielo del Paradiso, quello di Marte, tra gli "spiriti militanti".
Venne ucciso presso Por Santa Maria a Firenze l'8 febbraio 1303 in una zuffa tra guelfi bianchi e neri, ricordata anche da Dino Compagni nella sua Cronica delle cose occorrenti ne' tempi suoi. Secondo i cronisti dell'epoca furono gli uomini di Corso Donati a colpirlo a distanza con un colpo di balestra. I Gherardini conducevano dai primi mesi del 1302, anno del "grande esilio" con Dante Alighieri, una battaglia contro il Comune che era già costata la distruzione dei loro castelli di Montagliari e Montaguto ed il loro progressivo allontanamento verso Verona.
Uno dei suoi figli, Rainaldo, divenne anche lui capitano del popolo di Volterra nel 1324.
Lotteringo Gherardini è sepolto nella chiesa di Santo Stefano al Ponte a Firenze. La lapide porta la seguente iscrizione: "MCCCIII. Hic iacet D. Lotteringus de Gherardinis, qui obijt in defensionem Populi Fiorentini". L'ottocentesimo anniversario della morte è stato ricordato l'8 febbraio 2003 in una pubblica cerimonia dalla sua discendenza guidata dalla contessa Cinzia Maria Gherardini.